# Peter Ludwig
Peter Ludwig (Coblença, Renânia-Palatinado, 9 de julho de 1925 - Aquisgrão, 22 de julho de 1996) foi um colecionador de arte e industrial alemão.

## Biografia
O pai de Peter Ludwig era um advogado e sua mãe veio de uma família de negócios, Klöckner. Ludwig foi educado numa escola humanista em Coblença. Em Mainz, estudou história da arte, arqueologia, história e filosofia.
Em 1951 casou-se com Irene Monheim, com quem compartilhou o interesse pelas artes. Em 1957, começou a trabalhar com museus de arte em Colônia e Aachen. A partir de então, trabalhou em muitas associações, doou obras para museus e financiou a criação de novas instituições. Na década de 1960, interessou-se pela Pop art americana e construiu uma grande coleção baseada no movimento. Também demonstrou interesse por outras tendências nas artes visuais, como pintura alemã, italiana e russa.
Ludwig ingressou na Trumpf Schokolade, empresa do setor de chocolate de propriedade de Leonard Monheim. Sob sua liderança, a empresa, que mais tarde passaria a se chamar Ludwig Schokolade, tornou-se a maior companhia do setor nos anos 1970 e 1980.
Peter Ludwig morreu repentinamente em 22 de julho de 1996, como resultado de um ataque cardíaco.